# 親子集まれ!土曜12時
『親子集まれ!土曜12時』（おやこあつまれ どようじゅうにじ）は、1974年4月13日から同年9月28日までTBSで放送されていたゲームバラエティ番組である。放送時間は毎週土曜 12:00 - 12:30 （日本標準時）。

## 概要
一般の母子4組が出場し、さまざまなゲームで対決していた公開形式の視聴者参加型番組。司会はせんだみつおと鈴木ヒロミツが務めていた。番組前半では「学校コント風ゲーム」や「ゴキブリゲーム」などの週替わりゲームを、後半では「ドンケツ天国」というゲームを行っていた。

## ドンケツ天国
番組後半のコーナー。司会のせんだと鈴木は鬼の扮装をして登場。
ステージには7段ある山のセットが2つ設置されており、4チームそれぞれの子供の中から2人がセットの一番下（出発点）に立つ。そして母親4人の中からランダムに選ばれた2人がステージ上の台に立ち、尻相撲で対決した。
尻相撲で勝った母親の子供は、「あ」から「ん」までのひらがな46文字が記されたパネル46枚の中から1枚を選ぶ。パネルにはそれぞれ「1」から「3」までの数字が振られており、めくって出た数字の分だけ山の段を登ることができた。そして今度は止まった段にあるパネルをめくる。「賞品」パネルが出ればその賞品を獲得できたが、「○○地獄」パネルが出た場合にはそれに記されている罰ゲームを母親がやらされるはめになった。例えば「ヤカン地獄」が出た場合、母親はヤカンの口を咥える。するとヤカンの口の中からメリケン粉が出てくるというオチが付いた。
これを繰り返し、先に頂上に到達した子供のチームが優勝。優勝するとセットの上に吊るされているくす玉が割れ、大量の紙吹雪・風船・紙テープが舞った。その後に番組特製トロフィーの授与が行われたが、このトロフィーはゲームでお尻を突き出す母親を象った下品なデザインだった。